# ムラサキ (クレーター)
ムラサキ (Murasaki) は、水星のクレーターであり、南緯12.56度、西経30.38度に位置する。直径は132.24キロメートルであり、日本の歌人紫式部にちなんで命名された。
ムラサキの北側のリム上には高アルベドのカイパー・クレーターが位置している。またムラサキの東側には同規模のヒロシゲ・クレーターが隣接している。